# Romelu Lukaku
Romelu Menama Lukaku Bolingoli (Amberes, 13 de mayo de 1993) es un futbolista belga que juega como delantero en la S. S. C. Napoli de la Serie A de Italia.
Su padre, Roger Lukaku, fue un jugador congoleño que militó en varios clubes de la Segunda División de Bélgica.

## Trayectoria

### R. S. C. Anderlecht
Hizo su debut el 24 de mayo de 2009, durante la derrota como visitantes de 0-1 ante Standard de Lieja, haciendo su ingreso al minuto 65 en reemplazo de Víctor Bernárdez. Aprovechando las lesiones de Tom De Sutter y Nicolás Frutos, Lukaku pudo asentarse rápidamente en el primer equipo, anotando su primer gol como profesional el 22 de agosto de 2009 en la victoria por 2-0 sobre el Zulte Waregem. También se convirtió en el jugador más joven en disputar un encuentro de Liga de Campeones, cuando se enfrentó al Olympique de Lyon en la ronda previa de clasificación. Su debut en la recién creada Liga Europa de la UEFA fue el 17 de septiembre de 2009 ante el Dinamo Zagreb. Lukaku entró de cambio en el minuto 85' y tres minutos después asistió a Jonathan Legear para la anotación del segundo gol del Anderlecht en la victoria por 2-0. Semanas después, Lukaku anotó su segundo gol de la liga en la victoria por 1-0 sobre el Germinal Beerschot. Luego, el 17 de diciembre de 2009, Lukaku anotó su primer doblete en la Europa League, cuando el Anderlecht derrotó por 3-1 al Ajax Ámsterdam en el Ámsterdam Arena. Tres días después, Lukaku fue elegido como la Promesa del Año en el deporte belga.
El 29 de enero de 2010 anotó un doblete ante el Germinal Beerschot, donde su equipo necesitaba ganar por un marcador de 5-0 para posicionarse en el primer lugar de la liga, cosa que finalmente ocurrió. Se convirtió en el mejor delantero de la liga y continuó marcando goles desde ese entonces. El 25 de febrero de 2010, Lukaku anotó un gol a los 4 minutos en la victoria por 4-0 sobre el Athletic Club en los dieciseisavos de final de la Europa League. Luego, cuando se enfrentaron en octavos de final al Hamburgo SV de Alemania, contribuyó con una anotación en una muy reñida victoria por 4-3, aunque no lograron clasificar a la siguiente ronda.
Finalizó la temporada de liga con 15 goles anotados, logrando obtener el Botín de Oro con tan solo 16 años de edad. También firmó una extensión de contrato con el Anderlecht hasta 2015.
A comienzos de la temporada 2010-11, Lukaku sufrió una lesión y, aunque no estaba en la mejor forma, pudo disputar la fase previa de la Liga de Campeones ante el Partizan Belgrado, anotando un gol en el empate a 2-2 en el partido de vuelta, aunque el Anderlecht sería eliminado en la tanda de penales. Lukaku no tuvo un buen comienzo en la liga, ya que duró cinco fechas sin anotar un solo gol. Sin embargo, en la fecha 6, anotó un doblete en la victoria por 2-0 ante el Sint-Truidense el 10 de septiembre de 2010. Una semana después, Lukaku volvería a anotar, ahora en la victoria por 3-0 ante el KV Kortrijk. También anotó en la victoria por 3-0 sobre el AEK Atenas en la Liga Europa de la UEFA el 21 de octubre de 2010 y en la victoria por 2-0 sobre el KVC Westerlo en la liga tres días después. Luego entró en una racha goleadora, anotando en los tres siguientes encuentros ante el K. R. C. Genk, ante el Club Brujas y ante el K. A. A. Gante, antes de ser expulsado en el siguiente partido ante el Germinal Beerschot. Cumplida su suspensión, regresó a su racha goleadora, anotando 3 goles en 4 partidos. Finalizó la temporada con 16 goles anotados, quedando en el cuarto lugar de la tabla de goleadores, aunque sería premiado con la Bota de Ébano en 2011.

### Inglaterra

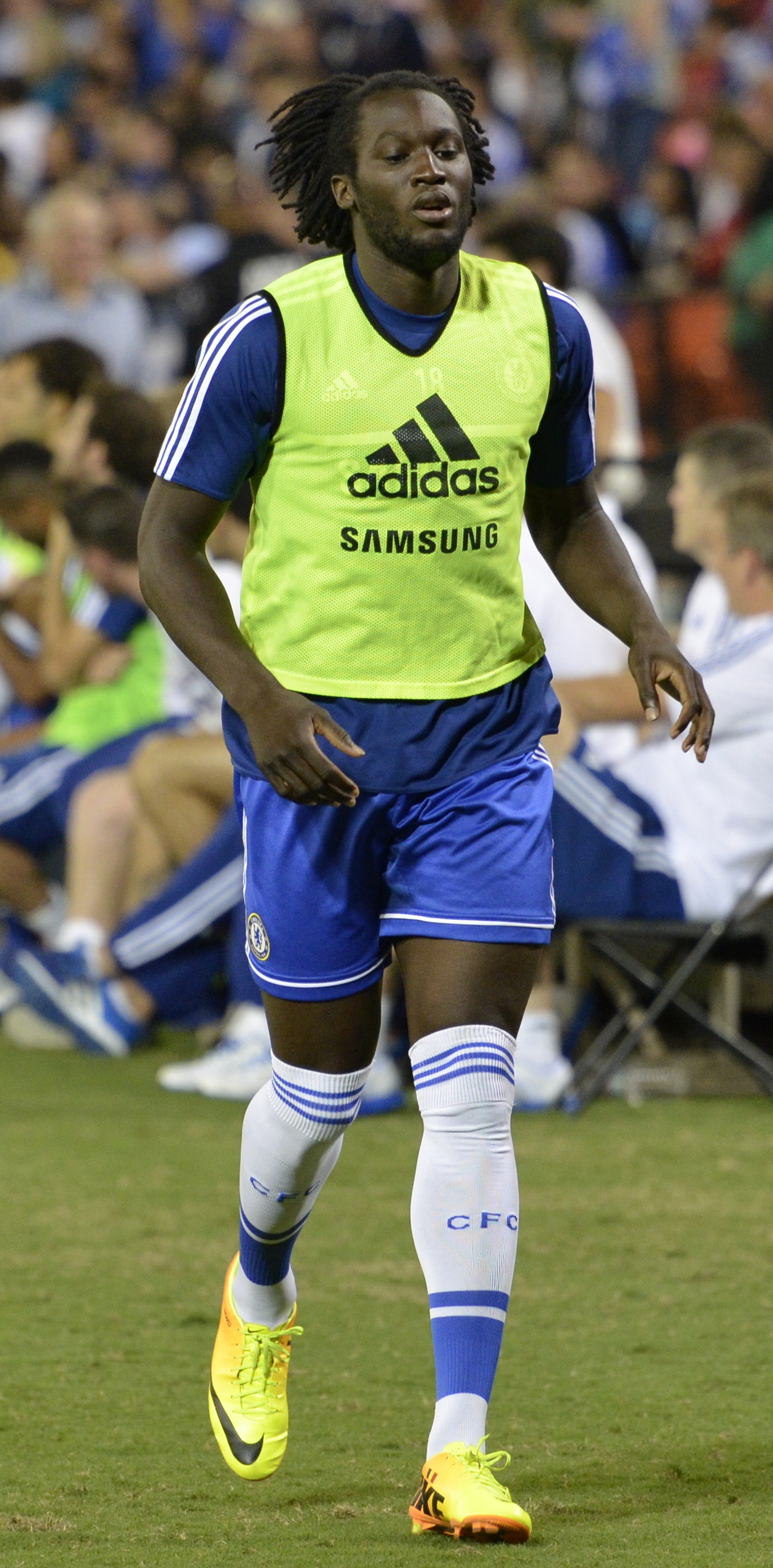
Lukaku calentando para el Chelsea en 2013.

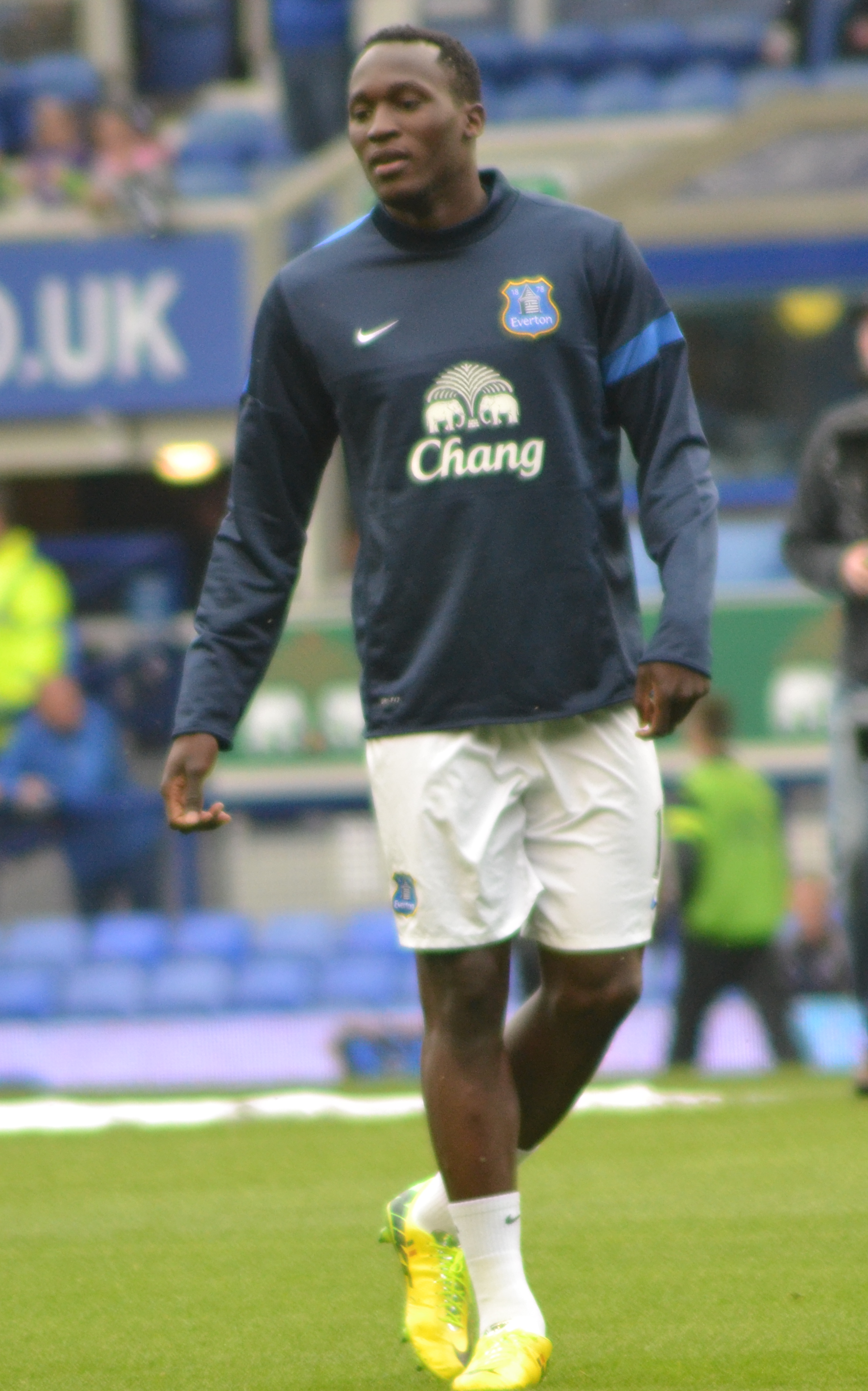
Lukaku antes del partido con el Everton en 2014

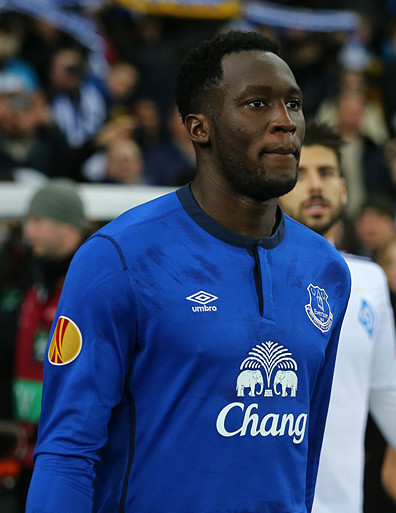
Lukaku jugando para el Everton en 2015

Después de que comenzara la temporada 2011-12 con dos goles marcados en los dos primeros partidos de liga, el 6 de agosto de 2011, tanto el Anderlecht como el Chelsea F. C. de Inglaterra confirmaron haber llegado a un acuerdo por su traspaso, el cual fue completado hasta el 18 de agosto. Lukaku firmó un contrato de 5 años por una cantidad de entre 15 y 20 millones de libras. Se le asignó el dorsal 18 y según sus propias palabras, era "un sueño hecho realidad".
Su debut con el Chelsea en la Premier League sería el 27 de agosto de 2011 en la victoria por 3-1 sobre el Norwich City, al haber entrado de cambio en el minuto 83 por Fernando Torres. También fue sustituto en la derrota por 3-1 frente al Manchester United el 18 de septiembre, en donde sustituyó a Daniel Sturridge en el minuto 68. Luego, en el siguiente encuentro frente al Fulham F. C. en la Football League Cup tres días después, Lukaku disputaría su primer encuentro completo como titular, en donde el Chelsea se llevó la victoria por 4-3 en penales para así clasificar a la siguiente ronda.

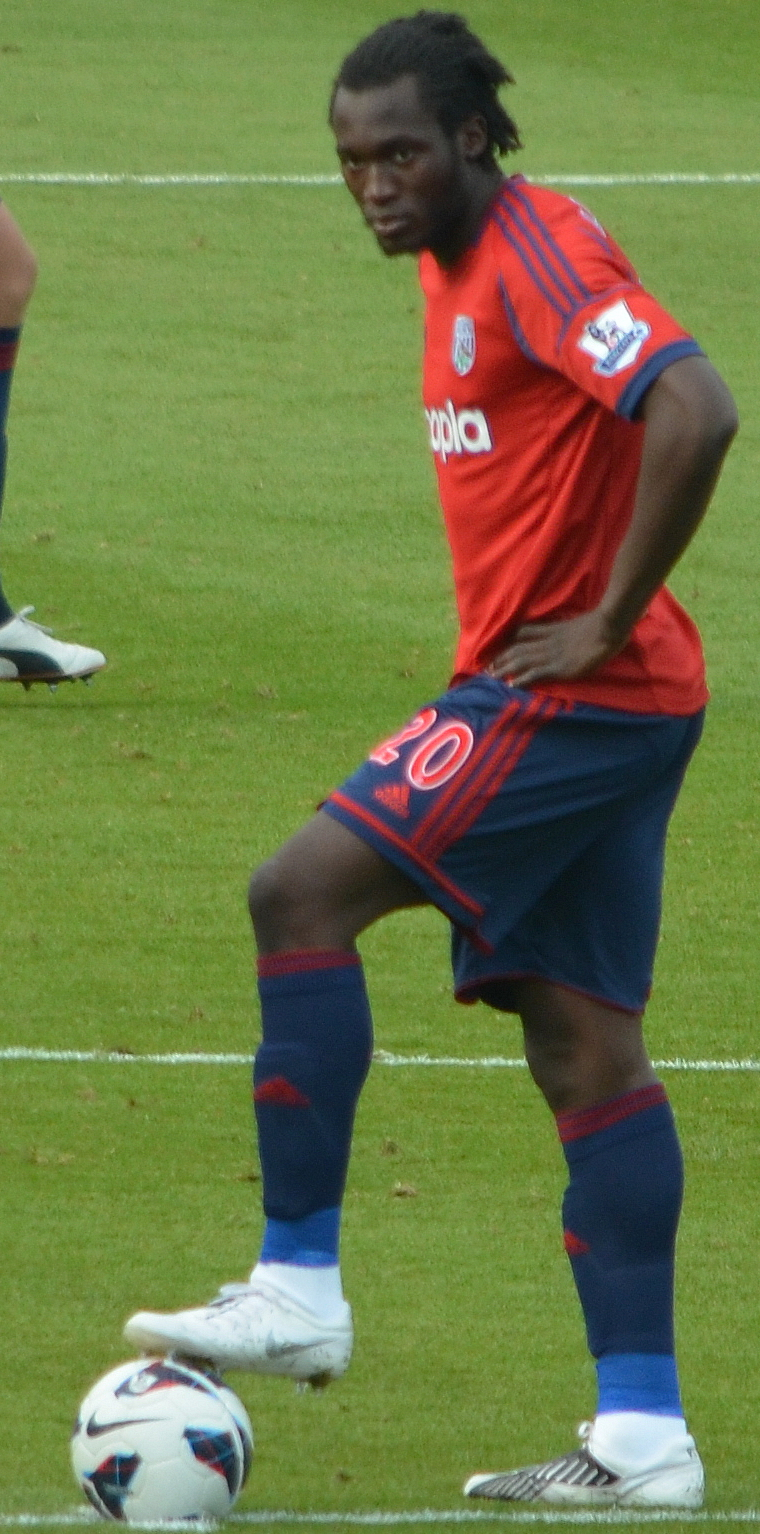
Lukaku jugando para West Bromwich Albion en 2012

Al iniciar la temporada 2012-13, el West Bromwich Albion se hizo de los servicios de Lukaku, a préstamo por toda la temporada.
Su primer gol con el West Brom fue el 18 de agosto de 2012, contra el Liverpool F. C., en el que era su partido debut en competiciones oficiales, entrando como suplente en el minuto 68, y anotando en el 77' el 3-0 definitivo que sería el último gol del partido en una sorprendente victoria. El 19 de mayo de 2013 anotó un triplete, el primero en su carrera profesional, frente al Manchester United en el partido que terminó empatado 5-5 y en el que fue también el último partido de la carrera como director técnico de Alex Ferguson.
El retorno al elenco de Stamford Bridge parecía ser lo mejor, ya que anotó el gol de la victoria en un amistoso frente a la A. S. Roma en el minuto 88.
Sin embargo falló el quinto y decisivo penal en la tanda de penales en la Supercopa de Europa 2013 regalándole el título al Bayern de Múnich el 30 de agosto de 2013, posteriormente a esto, fue nuevamente cedido a un equipo de la Premier League, concretamente al Everton F. C., para sumar más minutos.
En el último día de mercado del verano de 2013 se confirmaba la cesión de Lukaku al Everton por toda la temporada 2013-14, coincidiendo con su compatriota Kevin Mirallas. El delantero hizo su debut por los "Toffees" el 21 de septiembre frente al West Ham United ingresando en el entretiempo por Nikica Jelavić, para posteriormente marcar de cabeza el gol de la victoria por 2-3. Durante la jugada sufrió un choque con un defensor rival y tuvo que ser sacado de la cancha para recibir tratamiento. El físico tuvo que decirle que había anotado el gol ganador. Nueve días después en el Goodison Park anotó un doblete en la victoria por 3-2 sobre el Newcastle United, asistiendo además en el segundo gol del Everton a Ross Barkley. La fecha siguiente abrió el marcador en la derrota por 3-1 frente al Manchester City. El delantero continuó su impresionante inicio en el club marcando en la victoria por 2-0 sobre el Aston Villa, mientras que dos fechas después anotó un doblete en su primer Derbi de Merseyside frente al Liverpool que terminó 3-3, tras lo cual Lukaku afirmó que esta había sido su mejor experiencia vivida en su corta carrera. La fecha siguiente nuevamente se hizo presente en el marcador en el triunfo por 4-0 sobre el Stoke City. El 29 de diciembre anotó su noveno gol en la temporada en la victoria por 2-1 sobre el Southampton.
En enero de 2014, fue incluido por The Guardian como uno de los diez jugadores jóvenes más prometedores en Europa. Sin embargo, el 28 de enero durante la derrota por 4-0 frente al Liverpool tuvo que ser retirado en camilla a los 20 minutos de partido tras sufrir una lesión en los ligamentos del tobillo luego que su compañero Gareth Barry resbalara y chocara con Lukaku mientras intentaban bloquear el remate de Steven Gerrard que abrió el marcador en el Derbi de Merseyside. Lukaku hizo su regreso de la lesión el 1 de marzo frente al West Ham United, anotando el único gol del partido a los 81 minutos tras haber ingresado en el segundo tiempo por Leon Osman. El 8 de marzo marcó el empate parcial en la derrota por 4-1 frente al Arsenal por los cuartos de final de la FA Cup. Mantuvo su buena racha goleadora tras anotar el 22 de marzo en la victoria por 3-2 sobre el Swansea City y tres días después frente al Newcastle United en el triunfo por 0-3. El 6 de abril volvió a marcar en la victoria por 3-0 sobre el Arsenal, logrando su sexta victoria consecutiva en la Premier League. El 3 de mayo anotó su décimo cuarto gol en la liga en la derrota por 2-3 frente al Manchester City. En la última fecha frente al Hull City anotó su último gol en la temporada en la victoria por 0-2. Lukaku terminó la temporada como goleador del equipo con 15 goles anotados en 31 partidos en la Premier League, ayudando a que el equipo obtuviera el quinto lugar registrando su mejor puntaje en la historia del club con 72 puntos, logrando la clasificación a la fase de grupos de la Liga Europa 2014-15.
El 30 de julio de 2014, Everton F. C. y Chelsea F. C. llegaron a un acuerdo para su traspaso a los de la ciudad de Liverpool por 28 millones de libras.
El 12 de septiembre de 2016 marcó un hat-trick en la victoria como visitantes 3 a 0 en casa del Sunderland A. F. C. El 4 de febrero de 2017 marcó un póker en la goleada 6-3 contra el AFC Bournemouth en la Premier League 2016-17 saliendo como la figura del partido.
Después de varios días de fuertes rumores, el 8 de julio de 2017 el Manchester United anunció de manera oficial el fichaje de Lukaku por 75 millones de libras. El acuerdo al cual se llegó con el Everton incluyó el traspaso de Wayne Rooney.
En su primera temporada con el Manchester United jugó 34 partidos en la Premier League en los que marcó 16 goles y 7 asistencias, haciendo dupla con el francés Paul Pogba. Mientras que en la Liga de Campeones de la UEFA jugó 9 partidos y anotó en 6 ocasiones ayudando al equipo a llegar a los octavos de final donde fueron eliminados por el Sevilla F. C.

### Inter de Milán
El 8 de agosto de 2019 el Inter de Milán hizo oficial su fichaje para las siguientes cinco temporadas. Debutó el 26 del mismo mes ante la U. S. Lecce y anotó uno de los goles del triunfo por 4-0. En el siguiente encuentro ante el Cagliari Calcio, en el que recibió comentarios racistas por un sector de la afición, volvió a ver puerta marcando el gol de la victoria desde el punto de penalti. El 2 de noviembre marcó un doblete al Bologna F. C. 1909 e igualó el récord de Ronaldo al lograr nueve goles en sus primeros once partidos de Serie A.
Empezó 2020 marcando dos goles a la S. S. C. Napoli, permitiendo que el Inter ganara por primera vez desde octubre de 1997 en San Paolo en Serie A. En el tramo final de la competición anotó nuevamente un par de tantos en la visita al Genoa C. F. C. que le permitieron igualar la marca de Istvan Nyers de marcar 15 goles como visitante que logró en la temporada 1949-50. Asimismo, se convirtió, con 23 goles, en el tercer máximo goleador del Inter en la Serie A en su primera temporada en el equipo.
Terminó su primer curso en el club disputando la final de la Liga Europa de la UEFA ante el Sevilla F. C. Si bien marcó de penalti el primer gol del encuentro, el 34.º de la temporada que le permitió igualar la cifra que logró Ronaldo en su primer año en la entidad, en la segunda mitad se marcó en propia puerta el tanto que le dio el título al conjunto sevillista.
El 3 de enero de 2021 marcó su gol número 50 desde su llegada al equipo. Necesitó para ello 70 partidos, siendo el jugador que menos encuentros necesitó en la historia del club para llegar a esa cifra, siete menos que Ronaldo. Un mes después marcó un doblete ante la S. S. Lazio, alcanzando de este modo los 300 goles en su carrera. La temporada acabó con la consecución de la Serie A, la primera en once años para el club, rompiendo de este modo la racha de nueve ligas consecutivas de la Juventus de Turín.

### Regreso al Chelsea F. C.
Tras dos años en Milán, el 12 de agosto de 2021 se hizo oficial su regreso a la Premier League y al Chelsea F. C. firmando un contrato de cinco años. Diez días después marcó su primer gol para el equipo, algo que no consiguió en su anterior etapa en el club, cuando habían pasado diez años de su debut. El mes siguiente hizo lo propio en Stamford Bridge después de ver puerta por partida doble en una victoria ante el Aston Villa.
A final de año expresó su descontento por su situación en el equipo y su deseo de regresar algún día al Inter de Milán. Esas declaraciones no gustaron al entrenador, que lo dejó fuera de la convocatoria en el siguiente encuentro. En febrero fue una figura clave para lograr el Mundial de Clubes, marcando el único tanto de la semifinal ante Al-Hilal y el primero de la final ante S. E. Palmeiras.

### De vuelta a Italia
El 29 de junio de 2022, tras solo una temporada en Londres, el Chelsea F. C. anunció que había llegado a un acuerdo con el Inter de Milán para volver al equipo italiano y jugar el curso 2022-23 como cedido. Sus primeros meses de esta segunda etapa estuvieron marcados por un par de lesiones que le hicieron perderse varios partidos. Terminó la campaña participando en la final de la Liga de Campeones, desaprovechando varias ocasiones para igualar el marcador.
En la temporada 2023-24 continuó en Italia después de ser prestado a la A. S. Roma. Marcó 4 goles en sus 6 primeros partidos con el club romano, cifra que sólo superaron otros dos debutantes con la entidad (Gabriel Batistuta y Stephan El Shaarawy) en el mismo número de encuentros durante las 19 últimas temporadas. Terminó la campaña habiendo anotado 21 tantos en los 47 encuentros que disputó.
Tras estas dos cesiones, en agosto de 2024 se desvinculó definitivamente del Chelsea F. C. una vez que se llegó a un acuerdo con la S. S. C. Napoli para su traspaso. Marcó en su debut frente al Parma Calcio 1913 para empatar en el tiempo de descuento de un partido que acabaron ganando. El 29 de octubre abrió el marcador en la victoria por 2-0 ante el A. C. Milan, mientras que el 24 de noviembre anotó el único gol del encuentro frente a su exequipo, la Roma. El 18 de enero de 2025 marcó el gol del 3-2 definitivo ante el Atalanta B. C., en la 21.ª jornada de liga, y repitió en la fecha siguiente al convertir un penalti en la victoria por 2-1 sobre la Juventus de Turín. El 14 de abril, en la victoria por 3-0 ante el Empoli F. C., anotó su duodécimo gol en liga y dio dos asistencias a Scott McTominay, alcanzando también la decena en esta estadística. El 23 de mayo, en la última jornada de la temporada, marcó el gol del 2-0 final contra el Cagliari Calcio, que permitió al Napoli conquistar el cuarto Scudetto de su historia. Para Lukaku fue el segundo campeonato liguero ganado durante su carrera, tras el obtenido con el Inter de Milán en la temporada 2020-21, también con Antonio Conte como entrenador. Finalizó la temporada con un balance de 14 goles y 11 asistencias en 38 partidos oficiales, siendo una de las piezas clave en la consecución del título.

## Selección nacional
Gracias a Dick Advocaat, logró hacer su debut con la selección de Bélgica el 3 de marzo de 2010 ante Croacia cuando solamente contaba con 16 años. Lukaku debutó como titular, siendo sustituido en el minuto 77 por Thomas Buffel, aunque su selección sería derrotada por 1-0. Luego, el 17 de noviembre de 2010, Lukaku anotaría su primer doblete en la victoria por 2-0 sobre Rusia en Vorónezh.
El 13 de mayo de 2014 el entrenador de la selección belga, Marc Wilmots, incluyó a Lukaku en la lista preliminar de 24 jugadores convocados, cuatro de ellos guardametas, que iniciarán la preparación para la Copa Mundial de Fútbol de 2014. El 25 de mayo le fue asignado el número 9 para el torneo.
El 4 de junio de 2018 el seleccionador Roberto Martínez lo incluyó en la lista de 23 para el Mundial. El 18 de junio debuta en el torneo marcando dos goles en la victoria 3-0 sobre Panamá saliendo como la gran figura del encuentro. Su participación en la competición finalizó con un histórico tercer lugar para la selección de Bélgica.
En 2021 participó en su segunda Eurocopa. En el primer partido de Bélgica en la competición marcó dos de los tres goles con los que batieron a Rusia.
El 5 de septiembre de 2021 alcanzó las 100 internacionalidades en el triunfo ante la República Checa válido para la clasificación para el Mundial 2022 y en el que anotó su gol número 67 con la selección.
El 10 de noviembre de 2022 el seleccionador Roberto Martínez lo incluyó en la lista de 26 jugadores para la Copa Mundial de 2022. Participó solamente en dos encuentros como suplente, el primero en la derrota por 0-2 ante Marruecos y en el empate sin goles ante Croacia, siendo criticado en este último debido a las múltiples ocasiones de gol desperdiciadas que significaron la eliminación del conjunto belga en primera fase.

### Participaciones en Copas del Mundo
| Mundial           | Sede   | Resultado        | Partidos | Goles |
| ----------------- | ------ | ---------------- | -------- | ----- |
| Copa Mundial 2014 | Brasil | Cuartos de final | 4        | 1     |
| Copa Mundial 2018 | Rusia  | Tercer lugar     | 6        | 4     |
| Copa Mundial 2022 | Catar  | Fase de grupos   | 2        | 0     |

### Participaciones en Eurocopas
| Copa          | Sede     | Resultado        | Partidos | Goles |
| ------------- | -------- | ---------------- | -------- | ----- |
| Eurocopa 2016 | Francia  | Cuartos de final | 5        | 2     |
| Eurocopa 2020 | Europa   | Cuartos de final | 5        | 4     |
| Eurocopa 2024 | Alemania | Octavos de final | 4        | 0     |

## Estadísticas

### Clubes
Actualizado al último partido jugado el 23 de mayo de 2025.
| Club                                  | Div.          | Temporada     | Liga  | Liga  | Liga   | Copas nacionales | Copas nacionales | Copas nacionales | Torneos internacionales | Torneos internacionales | Torneos internacionales | Total | Total | Total  | Media goleadora |
| Club                                  | Div.          | Temporada     | Part. | Goles | Asist. | Part.            | Goles            | Asist.           | Part.                   | Goles                   | Asist.                  | Part. | Goles | Asist. | Media goleadora |
| ------------------------------------- | ------------- | ------------- | ----- | ----- | ------ | ---------------- | ---------------- | ---------------- | ----------------------- | ----------------------- | ----------------------- | ----- | ----- | ------ | --------------- |
| R. S. C. Anderlecht · Bélgica         | 1.ª           | 2008-09       | 1     | 0     | 0      | 0                | 0                | 0                | 0                       | 0                       | 0                       | 1     | 0     | 0      | 0               |
| R. S. C. Anderlecht · Bélgica         | 1.ª           | 2009-10       | 33    | 15    | 6      | 1                | 0                | 0                | 11                      | 4                       | 5                       | 45    | 19    | 11     | 0.42            |
| R. S. C. Anderlecht · Bélgica         | 1.ª           | 2010-11       | 37    | 16    | 7      | 2                | 0                | 0                | 11                      | 4                       | 0                       | 50    | 20    | 7      | 0.4             |
| R. S. C. Anderlecht · Bélgica         | 1.ª           | 2011-12       | 2     | 2     | 0      | ―                | ―                | ―                | ―                       | ―                       | ―                       | 2     | 2     | 0      | 1               |
| R. S. C. Anderlecht · Bélgica         | Total club    | Total club    | 73    | 33    | 13     | 3                | 0                | 0                | 22                      | 8                       | 5                       | 98    | 41    | 18     | 0.42            |
| Chelsea F. C. Inglaterra              | 1.ª           | 2011-12       | 8     | 0     | 1      | 4                | 0                | 0                | 0                       | 0                       | 0                       | 12    | 0     | 1      | 0               |
| West Bromwich Albion F. C. Inglaterra | 1.ª           | 2012-13       | 35    | 17    | 4      | 3                | 0                | 0                | ―                       | ―                       | ―                       | 38    | 17    | 4      | 0.45            |
| West Bromwich Albion F. C. Inglaterra | Total club    | Total club    | 35    | 17    | 4      | 3                | 0                | 0                | 0                       | 0                       | 0                       | 38    | 17    | 4      | 0.45            |
| Chelsea F. C. Inglaterra              | 1.ª           | 2013-14       | 2     | 0     | 0      | ―                | ―                | ―                | 1                       | 0                       | 0                       | 3     | 0     | 0      | 0               |
| Everton F. C. Inglaterra              | 1.ª           | 2013-14       | 31    | 15    | 6      | 2                | 1                | 0                | ―                       | ―                       | ―                       | 33    | 16    | 6      | 0.48            |
| Everton F. C. Inglaterra              | 1.ª           | 2014-15       | 36    | 10    | 5      | 3                | 2                | 0                | 9                       | 8                       | 2                       | 48    | 20    | 7      | 0.42            |
| Everton F. C. Inglaterra              | 1.ª           | 2015-16       | 37    | 18    | 6      | 9                | 7                | 0                | ―                       | ―                       | ―                       | 46    | 25    | 6      | 0.54            |
| Everton F. C. Inglaterra              | 1.ª           | 2016-17       | 37    | 25    | 6      | 2                | 1                | 1                | ―                       | ―                       | ―                       | 39    | 26    | 7      | 0.67            |
| Everton F. C. Inglaterra              | Total club    | Total club    | 141   | 68    | 23     | 16               | 11               | 1                | 9                       | 8                       | 2                       | 166   | 87    | 26     | 0.52            |
| Manchester United F. C. Inglaterra    | 1.ª           | 2017-18       | 34    | 16    | 7      | 8                | 5                | 2                | 9                       | 6                       | 0                       | 51    | 27    | 9      | 0.53            |
| Manchester United F. C. Inglaterra    | 1.ª           | 2018-19       | 32    | 12    | 0      | 4                | 1                | 2                | 9                       | 2                       | 1                       | 45    | 15    | 3      | 0.33            |
| Manchester United F. C. Inglaterra    | Total club    | Total club    | 66    | 28    | 7      | 12               | 6                | 4                | 18                      | 8                       | 1                       | 96    | 42    | 12     | 0.44            |
| Inter de Milán · Italia               | 1.ª           | 2019-20       | 36    | 23    | 2      | 4                | 2                | 0                | 11                      | 9                       | 4                       | 51    | 34    | 6      | 0.67            |
| Inter de Milán · Italia               | 1.ª           | 2020-21       | 36    | 24    | 9      | 3                | 2                | 0                | 5                       | 4                       | 0                       | 44    | 30    | 9      | 0.68            |
| Chelsea F. C. Inglaterra              | 1.ª           | 2021-22       | 26    | 8     | 0      | 10               | 3                | 0                | 8                       | 4                       | 0                       | 44    | 15    | 0      | 0.34            |
| Chelsea F. C. Inglaterra              | Total club    | Total club    | 36    | 8     | 1      | 14               | 3                | 0                | 9                       | 4                       | 0                       | 59    | 15    | 1      | 0.25            |
| Inter de Milán · Italia               | 1.ª           | 2022-23       | 25    | 10    | 6      | 4                | 1                | 0                | 8                       | 3                       | 1                       | 37    | 14    | 7      | 0.38            |
| Inter de Milán · Italia               | Total club    | Total club    | 97    | 57    | 17     | 11               | 5                | 0                | 24                      | 16                      | 5                       | 132   | 78    | 22     | 0.59            |
| A. S. Roma · Italia                   | 1.ª           | 2023-24       | 32    | 13    | 3      | 2                | 1                | 0                | 13                      | 7                       | 1                       | 47    | 21    | 4      | 0.45            |
| A. S. Roma · Italia                   | Total club    | Total club    | 32    | 13    | 3      | 2                | 1                | 0                | 13                      | 7                       | 1                       | 47    | 21    | 4      | 0.45            |
| S. S. C. Napoli · Italia              | 1.ª           | 2024-25       | 36    | 14    | 10     | 2                | 0                | 1                | ―                       | ―                       | ―                       | 38    | 14    | 11     | 0.37            |
| S. S. C. Napoli · Italia              | Total club    | Total club    | 36    | 14    | 10     | 2                | 0                | 1                | 0                       | 0                       | 0                       | 38    | 14    | 11     | 0.37            |
| Total carrera                         | Total carrera | Total carrera | 516   | 238   | 78     | 63               | 26               | 6                | 95                      | 51                      | 14                      | 674   | 315   | 98     | 0.47            |
| 1. 2. 3.                              |               |               |       |       |        |                  |                  |                  |                         |                         |                         |       |       |        |                 |

### Selección nacional
Actualizado al último partido jugado el 9 de junio de 2025.
| Selección | Año   | Amistosos | Amistosos | Eurocopa | Eurocopa | Clasificación Europa | Clasificación Europa | Copa Mundial | Copa Mundial | Clasificación Mundial | Clasificación Mundial | Total | Total | Media goleadora |
| Selección | Año   | Part.     | Goles     | Part.    | Goles    | Part.                | Goles                | Part.        | Goles        | Part.                 | Goles                 | Part. | Goles | Media goleadora |
| --------- | ----- | --------- | --------- | -------- | -------- | -------------------- | -------------------- | ------------ | ------------ | --------------------- | --------------------- | ----- | ----- | --------------- |
| Bélgica   | 2010  | 4         | 2         | -        | -        | 4                    | 0                    | -            | -            | -                     | -                     | 8     | 2     | 0.25            |
| Bélgica   | 2011  | 3         | 0         | -        | -        | 2                    | 0                    | -            | -            | -                     | -                     | 5     | 0     | 0               |
| Bélgica   | 2012  | 4         | 1         | -        | -        | -                    | -                    | -            | -            | 1                     | 0                     | 5     | 1     | 0.2             |
| Bélgica   | 2013  | 5         | 0         | -        | -        | -                    | -                    | -            | -            | 3                     | 2                     | 8     | 2     | 0.25            |
| Bélgica   | 2014  | 5         | 5         | -        | -        | 2                    | 0                    | 4            | 1            | -                     | -                     | 11    | 6     | 0.55            |
| Bélgica   | 2015  | 2         | 0         | -        | -        | 3                    | 0                    | -            | -            | -                     | -                     | 5     | 0     | 0               |
| Bélgica   | 2016  | 6         | 4         | 5        | 2        | -                    | -                    | -            | -            | 3                     | 5                     | 14    | 11    | 0.79            |
| Bélgica   | 2017  | 4         | 3         | -        | -        | -                    | -                    | -            | -            | 5                     | 6                     | 9     | 9     | 1               |
| Bélgica   | 2018  | 6         | 6         | -        | -        | 2                    | 4                    | 6            | 4            | -                     | -                     | 14    | 14    | 1               |
| Bélgica   | 2019  | -         | -         | -        | -        | 5                    | 7                    | -            | -            | -                     | -                     | 5     | 7     | 1.4             |
| Bélgica   | 2020  | -         | -         | -        | -        | 5                    | 5                    | -            | -            | -                     | -                     | 5     | 5     | 1               |
| Bélgica   | 2021  | 2         | 1         | 5        | 4        | 1                    | 1                    | -            | -            | 4                     | 5                     | 12    | 11    | 0.92            |
| Bélgica   | 2022  | -         | -         | -        | -        | 1                    | 0                    | 2            | 0            | -                     | -                     | 3     | 0     | 0               |
| Bélgica   | 2023  | 1         | 1         | -        | -        | 8                    | 14                   | -            | -            | -                     | -                     | 9     | 15    | 1.67            |
| Bélgica   | 2024  | 2         | 2         | 4        | 0        | 1                    | 0                    | -            | -            | -                     | -                     | 7     | 2     | 0.29            |
| Bélgica   | 2025  | -         | -         | -        | -        | 4                    | 4                    | -            | -            | -                     | -                     | 4     | 4     | 1               |
| Total     | Total | 44        | 25        | 14       | 6        | 38                   | 35                   | 12           | 5            | 16                    | 18                    | 124   | 89    | 0.72            |

### Resumen estadístico
| Competición             | Partidos | Goles | Asistencias | Promedio |
| ----------------------- | -------- | ----- | ----------- | -------- |
| Liga                    | 516      | 238   | 78          | 0.46     |
| Copas nacionales        | 63       | 26    | 6           | 0.41     |
| Torneos internacionales | 95       | 51    | 14          | 0.54     |
| Selección de Bélgica    | 124      | 89    | 12          | 0.72     |
| Total                   | 798      | 404   | 110         | 0.51     |

### Tripletes
| 1 | 19.5.2013  | The Hawthorns, West Bromwich | West Bromwich - Manchester United |  | 5 - 5 | Premier League 2012-13      |
| 2 | 25.5.2014  | Rey Balduino, Bruselas       | Bélgica - Luxemburgo              |  | 5 - 1 | Amistoso                    |
| 3 | 19.2.2015  | Stade de Suisse, Berna       | Young Boys - Everton              |  | 1 - 4 | Liga Europa de la UEFA      |
| 4 | 12.9.2016  | Stadium of Light, Sunderland | Sunderland - Everton              |  | 0 - 3 | Premier League 2016-17      |
| 5 | 4.2.2017   | Goodison Park, Liverpool     | Everton - Bournemouth             |  | 6 - 3 | Premier League 2016-17      |
| 6 | 31.8.2017  | Rey Balduino, Bruselas       | Bélgica - Gibraltar               |  | 9 - 0 | Eliminatorias Rusia 2018    |
| 7 | 24.3.2023  | STM Swedbank, Solna          | Suecia - Bélgica                  |  | 0 - 3 | Eliminatorias Eurocopa 2024 |
| 8 | 19.11.2023 | Rey Balduino, Bruselas       | Bélgica - Azerbaiyán              |  | 5 - 0 | Eliminatorias Eurocopa 2024 |

## Palmarés

### Títulos nacionales
| Título               | Club                | País       | Año  |
| -------------------- | ------------------- | ---------- | ---- |
| Pro League           | R. S. C. Anderlecht | Bélgica    | 2010 |
| Supercopa de Bélgica | R. S. C. Anderlecht | Bélgica    | 2010 |
| FA Cup               | Chelsea F. C.       | Inglaterra | 2012 |
| Serie A              | Inter de Milán      | Italia     | 2021 |
| Supercopa de Italia  | Inter de Milán      | Italia     | 2022 |
| Copa Italia          | Inter de Milán      | Italia     | 2023 |
| Serie A              | S. S. C. Napoli     | Italia     | 2025 |

### Títulos internacionales
| Título                            | Club          | Sede   | Año  |
| --------------------------------- | ------------- | ------ | ---- |
| Liga de Campeones de la UEFA      | Chelsea F. C. | Múnich | 2012 |
| Copa Mundial de Clubes de la FIFA | Chelsea F. C. | EAU    | 2021 |

### Distinciones individuales
| Distinción                                             | Año  |
| ------------------------------------------------------ | ---- |
| Promesa del Año en Bélgica                             | 2009 |
| Máximo goleador de la Pro League (15 goles)            | 2010 |
| Bota de Ébano                                          | 2011 |
| Máximo goleador de la Liga Europa de la UEFA (8 goles) | 2015 |
| MVP contra Panamá en la Copa Mundial de Fútbol         | 2018 |
| Bota de bronce en la Copa Mundial de Fútbol (4 goles)  | 2018 |
| Parte del Equipo del Torneo de la Eurocopa             | 2020 |
| Nominado al Balón de Oro                               | 2021 |

## Vida privada
Nació en Amberes de padres congoleños. Su padre, Roger Lukaku jugó a nivel profesional, incluso participado en la selección de Zaire. Su hermano menor, Jordan, también es futbolista profesional, surgió de las inferiores del Anderlecht, y actualmente juega en el Royal Antwerp Football Club. Su primo Boli Bolingoli-Mbombo juega de puntero izquierdo o defensa en el Celtic.
Apareció en un documental llamado "La Escuela de Lukaku" (De School Van Lukaku), en la cadena de habla neerlandesa Eén Netowrk. Este reality show mostraba los pasos del joven Lukaku y sus compañeros de escuela durante un año, en el Saint-Guidon Institute, una escuela en Bruselas, donde se encontraba junto a los juveniles del Andrhect. En 2009, la serie mostró un viaje de estudios de la escuela hacia Londres, en donde visitaron las instalaciones del Chelsea en Stamford Bridge, en dicha ocasión, Lukaku dijo "¡Vaya estadio!, si llegase a jugar acá algún día lloraría de emoción, amo al Chelsea".
Además del francés y el neerlandés, sus idiomas nativos, Lukaku habla de forma fluida inglés, portugués, italiano, español y el dialecto suajili congolés, además, también entiende alemán. Ha señalado que su ídolo máximo es Didier Drogba. Es católico practicante, ora frecuentemente, ya sea antes o después de los partidos, hizo la peregrinación a Lourdes en 2014. Además, es abstemio.
Su primer nombre, Romelu, es una conjunción de las primeras sílabas del nombre completo de su padre: Roger Menama Lukaku.